# Ran Oz
Ran Oz (hebräisch רן עוז‎; * 7. Mai 1977) ist ein ehemaliger israelischer Eishockeyspieler, der mit dem HC Metulla zweimal israelischer Meister wurde.

## Karriere
Ran Oz begann seine Karriere beim HC Ramat Gan, für den er bereits als 16-Jähriger in der Debütsaison der israelischen Eishockeyliga spielte und gleich als bester Verteidiger der Liga ausgezeichnet wurde. Von 1998 bis 2012 spielte er beim HC Metulla, mit dem er 1999 und 2011 Israelischer Meister wurde. 2012 wechselte er zum Lokalkonkurrenten Maccabi Metulla Eggenbreggers, wo er 2015 seine Karriere beendete.

### International
Im Juniorenbereich spielte Oz bei der U18-C2-Europameisterschaft 1995, als er zum besten Verteidiger des Turniers gewählt wurde.
Für die Herren-Nationalmannschaft nahm Oz an der C-Weltmeisterschaft 1993, den C2-Weltmeisterschaften 1994 und 1995, den D-Weltmeisterschaften 1997, 1998, 1999 und 2000, in der Division II an den Weltmeisterschaften 2001, 2003, 2012, 2013, 2014 und 2015 sowie in der Division III an der Weltmeisterschaft 2011, als der sofortige Wiederaufstieg gelang, teil. Nach der Weltmeisterschaft 2015 beendete er seine Karriere.
Nach sekner aktiven Karriere war er bei der Weltmeisterschaft 2019 Trainerassistent der Israelis in der Division II.

## Erfolge und Auszeichnungen
- 1994 Bester Verteidiger der Israelischen Eishockeyliga
- 1995 Bester Verteidiger der U18-C2-Europameisterschaft
- 1999 Israelischer Meister mit dem HC Metulla
- 2000 Aufstieg in die Division II bei der D-Weltmeisterschaft
- 2011 Aufstieg in die Division II bei der Weltmeisterschaft der Division III
- 2011 Israelischer Meister mit dem HC Metulla
- 2013 Aufstieg in die Division II, Gruppe A, bei der Weltmeisterschaft der Division II, Gruppe B
- 2019 Aufstieg in die Division II, Gruppe A, bei der Weltmeisterschaft der Division II, Gruppe B (als Trainerassistent)